# 程瑶田

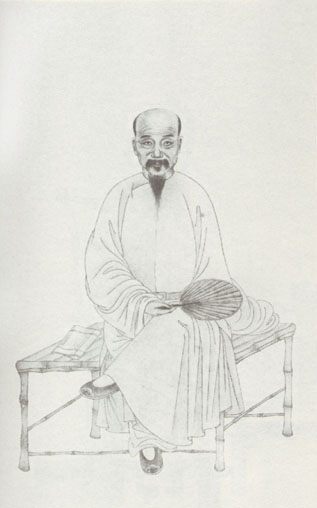

程瑶田（1725年—1814年），字易田，一字易畴，号让堂，安徽歙县人，清代經學家。

## 生平
早年與戴震師事江永，学兼汉宋。善篆刻，精於考据之学。
乾隆三十五年（1770年）举人，授江苏嘉定县教谕。又兼能作詩，刘大櫆称其诗「五言得力渊明，最为高妙；七言从古乐府求；律诗取迳宋人；绝句逼真江西宗派，尤近涪翁矣」。史震林评其诗「清高绝俗。云林树、米家山，可比仙」。
著有《禹贡三江考》、《仪礼丧服文足徵记》、《九谷考》、《論學小記》、《宗法小记》、《解字小纪》、《释宫小纪》、《释草释虫小记》、《考工创物小纪》等，合稱《通艺录》，當時“艺林争购，坊贾无以为应”之盛況。

## 評價
- 王念孙谓“先生立身之醇，为学之勤，持论之精，所见之卓， 一时罕有其比”[2]。